# Alex van Ginkel (voetballer)
Alex van Ginkel (15 maart 1964) is een Nederlands voormalig voetballer. Hij speelde één jaar betaald voetbal. In seizoen 1987/88 kwam de spitsspeler uit voor FC Utrecht.

## Carrière
Van Ginkel speelde voor zaterdag-eersteklasser SV de Valleivogels. Op 23-jarige leeftijd maakte hij in 1987 de overstap naar FC Utrecht, dat met trainer Han Berger uitkwam in de Eredivisie. Hij tekende een contract voor één jaar. Van Ginkel was voornamelijk tweede keus. Hij speelde onder andere mee in Europese duels tegen Linzer ASK en Hellas Verona. In het thuisduel tegen Hellas Verona scoorde Van Ginkel het enige Utrechtse doelpunt. In de competitie scoorde hij eveneens één doelpunt, op 10 april 1988 tegen HFC Haarlem.
In de loop van het seizoen kwam Van Ginkel steeds minder tot spelen. In juni 1988 verliet hij de club nadat zijn contract niet verlengd werd. Hij keerde terug naar zijn oude club De Valleivogels.
Alex van Ginkel is de vader van profvoetballer Marco van Ginkel.